# Letinac
Letinac je naselje u Ličko-senjskoj županiji u općini Brinje s 222 stanovnika (2001.).

## Zemljopis
Naselje u općini Brinje, 8 km istočno od Brinja. 
Letinac čine zaseoci:
Biškupići, 
Bublići, 
Fumići, 
Gornja Plašćica,
Krznarići,
Lasići,
Levari,
Padani, 
Perkovići Letinački,
Plašćica,
Rajkovići Letinački i
Vičići. 
Na mjestu današnje kapele Sv. Duha nekada je bio pavlinski samostan. Župa je ondje osnovana 1807. a današnja crkva sagrađena je stotinu godina kasnije. Letinačka crkva je u Domovinskom ratu oštećena od jakih eksplozija koje su bile u njenoj blizini 6. studenoga 1991. Popucali su prozori a bilo je i manjih oštećenja na fasadi. Kapele: sv. Duh. Selo Letinac okružuju ova mjesta Lipice, Glibodol, Križpolje, Brinje, Drenov Klanac, Glavace i Dabar.

## Stanovništvo
- 2001. – 222
- 1991. – 394 (Hrvati – 358, Srbi – 4, Jugoslaveni – 1, ostali – 31)
- 1981. – 454 (Hrvati – 448, Srbi – 5, ostali – 1)
- 1971. – 657 (Hrvati – 652, Srbi – 5)

Izvor
- CD rom: "Naselja i stanovništvo RH od 1857-2001. godine", Izdanje Državnog zavoda za statistiku Republike Hrvatske, Zagreb, 2005.

| broj stanovnika | 1708  | 921   | 1039  | 1143  | 1314  | 1343  | 1163  | 1196  | 1169  | 936   | 756   | 657   | 454   | 394   | 222   | 154   | 95    |
|                 | 1857. | 1869. | 1880. | 1890. | 1900. | 1910. | 1921. | 1931. | 1948. | 1953. | 1961. | 1971. | 1981. | 1991. | 2001. | 2011. | 2021. |

## Gospodarstvo
Sadašnje stanovništvo uglavnom se bavi poljoprivrednom proizvodnjom i stočarstvom.

## Spomenici i znamenitosti
Crkva Sv. Antun Padovanski obilježila je 200. godišnjicu osnutka.
Godine 1807. godine osniva se župa Letinac sa svojim župnikom kao i još 50 župa u tadašnjoj Senjskoj i Modruškoj biskupiji.
Špilja Siničić koja se nalazi između Kalanja i Plašćice je jedno od najljepših lokacija u Brinjskom kraju i omiljena je među mještanima.
Iza ulaza u špilju nalazi se prostrana dvorana s prvim sifonskim jezerom koje se u proljeće, prelije se izvan šilje i nastaju slapići. U špilji 1997. godine je otkriveno slikovno pismo je se još do danas pokušava deštifrirati. Na ulazu u špilju nastala je fotografija "Cvijet dobrodošlice" mladog autora Marka Perkovića koja je osvojila 3. mjesto na državnom foto natječaju.

## Poznate osobe
- Damir Karakaš – književnik i karikaturist
- Mirko Fumić, hrvatski politički emigrant i revolucionar
- Krešimir Perković, hrvatski politički emigrant i revolucionar
- Nenad Levar, šahist[4]